# Lerchea micrantha
Lerchea micrantha là một loài thực vật có hoa trong họ Thiến thảo. Loài này được (Drake) H.S.Lo mô tả khoa học đầu tiên năm 1998.